# Lomaum
Lomaum är en dammbyggnad i Angola.   Den ligger i provinsen Benguela, i den västra delen av landet, 400 kilometer söder om huvudstaden Luanda. Lomaum ligger 789 meter över havet.
Terrängen runt Lomaum är huvudsakligen kuperad, men åt sydost är den platt. Lomaum ligger nere i en dal. Runt Lomaum är det ganska glesbefolkat, med 24 invånare per kvadratkilometer.. 
I omgivningarna runt Lomaum växer huvudsakligen savannskog.